# العلاقات اللاتفية الهايتية
العلاقات اللاتفية الهايتية هي العلاقات الثنائية التي تجمع بين لاتفيا وهايتي.

## مقارنة بين البلدين
هذه مقارنة عامة ومرجعية للدولتين:
| وجه المقارنة                                              | لاتفيا                                             | هايتي                                |
| --------------------------------------------------------- | -------------------------------------------------- | ------------------------------------ |
| المساحة (كم2)                                             | 64.59 ألف                                          | 27.75 ألف                            |
| عدد السكان (نسمة)                                         | 1.93 مليون                                         | 10.98 مليون                          |
| الكثافة السكانية (ن./كم²)                                 | 29.88                                              | 395.68                               |
| العاصمة                                                   | ريغا                                               | بورت أو برانس                        |
| اللغة الرسمية                                             | اللغة اللاتفية                                     | لغة فرنسية، اللغة الكريولية الهايتية |
| العملة                                                    | يورو، لاتس لاتفي، الروبل اللاتفي ‏، الروبل اللاتفي ‏ | جوردة هايتية                         |
| الناتج المحلي الإجمالي (بليون دولار)                      | 30.26 مليار                                        | 8.41 مليار                           |
| الناتج المحلي الإجمالي (تعادل القوة الشرائية) بليون دولار | 49.24 مليار                                        | 18.82 مليار                          |
| الناتج المحلي الإجمالي الاسمي للفرد دولار أمريكي          | 14.06 ألف                                          | 818                                  |
| الناتج المحلي الإجمالي للفرد دولار أمريكي                 | 23.55 ألف                                          | 1.73 ألف                             |
| مؤشر التنمية البشرية                                      | 0.819                                              | 0.483                                |
| رمز المكالمات الدولي                                      | +371                                               | +509                                 |
| رمز الإنترنت                                              | .lv                                                | .ht                                  |
| المنطقة الزمنية                                           | ت ع م+02:00، ت ع م+03:00، أوروبا/ريغا ‏             | 00                                   |

## منظمات دولية مشتركة
يشترك البلدان في عضوية مجموعة من المنظمات الدولية، منها:
| علم المنظمة | اسم المنظمة                               | تاريخ انضمام لاتفيا | تاريخ انضمام هايتي |
| ----------- | ----------------------------------------- | ------------------- | ------------------ |
|             | البنك الدولي للإنشاء والتعمير             | 11 أغسطس 1992       | 8 سبتمبر 1953      |
|             | منظمة التجارة العالمية                    | 1999                | ?                  |
|             | المركز الدولي لتسوية المنازعات الاستشارية | 7 سبتمبر 1997       | 26 نوفمبر 2009     |
|             | منظمة حظر الأسلحة الكيميائية              | ?                   | ?                  |
|             | الأمم المتحدة                             | 17 سبتمبر 1991      | 24 أكتوبر 1945     |
|             | منظمة الشرطة الجنائية الدولية             | ?                   | ?                  |
|             | وكالة ضمان الاستثمار متعدد الأطراف        | 21 أغسطس 1998       | 11 ديسمبر 1996     |
|             | يونسكو                                    | 9 يوليو 1951        | 18 نوفمبر 1946     |
|             | مؤسسة التنمية الدولية                     | 11 أغسطس 1992       | 13 يونيو 1961      |
|             | مؤسسة التمويل الدولية                     | 29 سبتمبر 1993      | 20 يوليو 1956      |
|             | الاتحاد البريدي العالمي                   | ?                   | ?                  |
|             | الاتحاد الدولي للاتصالات                  | 11 ديسمبر 1921      | 10 أكتوبر 1927     |

## وصلات خارجية
- موقع وزارة الخارجية اللاتفية
- موقع وزارة الخارجية الهايتية